# Valencia de Alcántara
Valencia de Alcántara (dân số 1.689 người) là một thị trấn của Tây Ban Nha gần biến giới Bồ Đào Nha. Thị trấn này nằm ở tỉnh Cáceres.